# Ђорђе Радиновић Џокеј
Ђорђе Радиновић Џокеј (Белегиш, 14. мај 1961) српски је политичар и предузетник. Председник је општине Стара Пазова од 2012. године и један од водећих људи Српске напредне странке у Срему.

## Биографија
Завршио је Саобраћајну, машинску и електротехничку школу ГСП „Бора Марковић“ у Београду. У младости се бавио спортом и играо је за а ФК „ИМТ“ са Новог Београда и аматерску репрезентацију града Београда.
Политиком се бави од раних деведесетих. У четири мандата обављао је дужност председника савета месне заједнице Белегиш. За одборника Скупштине општине Стара Пазова први пут је биран 2000. године, а потом 2004. и 2008. На функцију председника општине Стара Пазова именован је 4. јула 2012. Реизабран је на функцију председника општине 2016. и 2020.
Био је члан Српског покрета обнове, Српског демократског покрета обнове и коначно Српске напредне странке.
Један од чланова извршног одбора СНС и координатор за Срем.
Осуђиван је и кажњаван за крађу, фалсификовање, недозвољену трговину, тешко дело против безбедности саобраћаја, насилничко понашање на спортском догађају и приде је оптужен за кријумчарење.
Ожењен је, има двоје деце и двоје унука.